# 토어 프로젝트
토어 프로젝트(Tor Project)는 컴퓨터 과학자 로저 딩글다인(Roger Dingledine) , 닉 매튜슨(Nick Mathewson) 및 기타 5 명이 설립한 매사추세츠에 기반한 연구 교육 비영리 조직이다.
Tor 프로젝트는 기본적으로 Tor 익명성 네트워크의 소프트웨어를 포함한 익명성 및 개인정보보호기술의 지속성을 보장하고 관리하는 것을 목표로한다.

## 역사
2006년12월에 창립했다. EFF은 초창기 Tor 프로젝트의 재정 후원자로 활동했으며 Tor 프로젝트 초기 자금 지원자는 미국 국제 방송국(IBB-International Broadcasting Bureau), Internews, 휴먼 라이츠 워치, 케임브리지 대학, 구글, 네덜란드의 Stichting.net 등이었다.

## 응용
파이어폭스 및 구글 크롬 등의 브라우저가 토르 프로젝트 기본정신인 "익명성 네트워크"의 기술사용을 궁극적으로 지향하여 지원한다.
이러한 익명성을 보장하는 시크릿 브라우저 모드에서 덕덕고의 검색을 이용하는 것으로 "익명성 네트워크"를 사용할 수 있다.

## 같이 보기
- 가디언 프로젝트
- 덕덕고
- 파이어폭스
- 구글 크롬
- 비트코인